# Feliks Baniecki
Feliks Baniecki (ur. 8 czerwca 1884 w Piasecznie k. Gniewu, zm. 7 czerwca 1938 w Lignowach Szlacheckich) – ksiądz, działacz narodowy i społeczny.

## Życiorys
Urodził się 8 czerwca 1884 w Piasecznie na Kociewiu, w rodzinie rolnika Marcina Banieckiego i Franciszki z Wojciechowskich.
Początkowo uczył się w gimnazjum w Gorzowie Wielkopolskim (Landsberg), potem będąc stypendystą Towarzystwa Pomocy Naukowej, w gimnazjum chełmińskim. W latach 1904–1907 należał do tajnej organizacji filomackiej. W 1907 zdał maturę i wstąpił do Seminarium Duchownego. Za zgodą biskupa chełmińskiego Augustyna Rosentretera najpierw podjął studia teologiczne w Monachium (1907–1908), które kontynuował w Seminarium Duchownym w Pelplinie, gdzie 24 marca 1912 przyjął święcenia kapłańskie. Był wikarym w Kielnie, Byszewie, administratorem w Bobowie (1916), ponownie wikarym w Lisewie i Chełmży (od 4 lipca 1917). W Chełmży, 17 października 1917 założył Katolickie Stowarzyszenie Młodzieży Polskiej „Promień” (i był jego prezesem), od 1918 do 1931 był prefektem (katechetą) państwowego gimnazjum, moderatorem Sodalicji Mariańskiej. Wstąpił do Towarzystwa Naukowego w Toruniu, którego członkiem był w latach 1917–1928. W latach 1918–1920 pracował w komitecie Towarzystwa Czytelni Ludowych na powiat toruński. Przyczynił się do powstania (3 października 1919) Towarzystwa Kupców Samodzielnych oraz wspierał istniejące Towarzystwo Ludowe. Działał także w Radzie Ludowej, a w wolnej już Polsce w 1925 został wybrany przewodniczącym Rady Miasta Chełmży. Był także prezesem zarządu Związku Ludowo–Narodowego (od 1928 Stronnictwa Narodowego) i Towarzystwa ks. Piotra Skargi. Zorganizował Szkołę Wydziałową, a w 1920 kierował Gimnazjum Humanistycznym. W 1931 objął parafię w Lignowach Szlacheckich, w dekanacie gniewskim, pełniąc także funkcję wizytatora religii w szkołach podstawowych dekanatu gniewskiego.
Zmarł 7 czerwca 1938. Został pochowany na Cmentarzu przy kościele pw. św. Marcina w Lignowach Szlacheckich.

## Ordery i odznaczenia
- Złoty Krzyż Zasługi (8 lutego 1930)[1]
- Medal Niepodległości (22 kwietnia 1938)[2]